# Pekao Bank Hipoteczny
Pekao Bank Hipoteczny S.A. (d. HYPO-BANK Polska S.A., HypoVereinsbank Bank Hipoteczny S.A., BPH Bank Hipoteczny S.A.) – bank hipoteczny założony w 1995 z siedzibą w Warszawie.

## Historia
Bank założony został w 1995 jako bank uniwersalny HYPO-BANK Polska S.A. Wiceprezesem zarządu został Włodzimierz Kiciński.
W 1998 dwa niemieckie banki, Bayerische Hypotheken und Wechsel Bank (Hypo Bank) i Bayerische Vereinsbank, połączyły się i HypoVereinsbank. Konsekwencją tej transakcji było przejęcie oddziałów i klientów HYPO-BANK Polska przez Vereinsbank Polska. Od połowy 1998 bank nie prowadził działalności operacyjnej – w jego bilansie nie znajdowały się depozyty ani kredyty klientów. Bank był w procesie przygotowawczym do przekształcenia się w bank hipoteczny. W 1999 Komisja Nadzoru Bankowego udzieliła zgody na tę operację, a bank zmienił nazwę na HypoVereinsbank Bank Hipoteczny S.A. Był to pierwszy bank hipoteczny w Polsce.
W 1999 właścicielem banku został Bank Przemysłowo-Handlowy. Transakcja była wynikiem przejęcia BPH przez właściciela HYPO-BANK Polska, grupy HypoVereinsbank. W 2000 bank przeprowadza pierwszą w Polsce emisję hipotecznych niematerialnych listów zastawnych.
W 2004 bank zmienił nazwę na BPH Bank Hipoteczny S.A.
W 2007 właścicielem banku został Bank Pekao S.A. Transakcja odbyła się w ramach podziału Banku BPH pomiędzy UniCredit a GE Money. W 2008 bank zmienił nazwę na Pekao Bank Hipoteczny S.A. Pomiędzy bankiem a Bankiem Pekao S.A. regularnie odbywa się pooling, czyli przenoszenie kredytów hipotecznych udzielonych przez bank uniwersalny do banku hipotecznego w ramach procesów zarządzania płynnością. Ponadto, bank prowadzi nową sprzedaż kredytów hipotecznych.